# Вільямер'єль
Вільямер'єль (ісп. Villameriel) — муніципалітет в Іспанії, у складі автономної спільноти Кастилія-і-Леон, у провінції Паленсія. Населення — 133 особи (2010).
Муніципалітет розташований на відстані близько 240 км на північ від Мадрида, 55 км на північ від Паленсії.
На території муніципалітету розташовані такі населені пункти: (дані про населення за 2010 рік)
- Сембреро: 9 осіб
- Сан-Мартін-дель-Монте: 14 осіб
- Санта-Крус-дель-Монте: 10 осіб
- Вільямер'єль: 84 особи
- Вільйоркіте-де-Еррера: 16 осіб

## Демографія
Динаміка населення (INE ):